# Большой псевдоромбокубооктаэдр
| Большой псевдоромбокубооктаэдр | Большой псевдоромбокубооктаэдр                                      |
| ------------------------------ | ------------------------------------------------------------------- |
| Большой псевдоромбокубооктаэдр |                                                                     |
| Тип                            | Псевдооднородный многогранник, Звёздчатый многогранник              |
| Элементы                       | Граней = 26, рёбер = 48, вершин = 24 (χ = 2)                        |
| Граней по числу сторон         | 8{3}+(8+8+2){4}                                                     |
| Группа симметрии               | D4d                                                                 |
| Свойства                       | сингулярная вершинная фигура                                        |
| 4.4.4.3/2 вершинная фигура     | Большой дельтоидный псевдоикосотетраэдр (двойственный многогранник) |

Большой псевдоромбокубооктаэдр — один из двух псевдооднородных многогранников, другой — выпуклый удлинённый квадратный гиробикупол или псевдоромбокубооктаэдр. Он имеет ту же самую вершинную фигуру, что и невыпуклый большой ромбокубооктаэдр (однородный многогранник), но не является однородным и имеет меньшую группу симметрии. Многогранник можно получить из большого ромбокубооктаэдра, если взять квадратную грань и 8 граней, имеющих общие вершины с ней (образуя скрещенный квадратный купол) и повернуть на π/4. Многогранник связан с большим ромбокубооктаэдром так же, как удлинённый квадратный гиробикупол связан с ромбокубооктаэдром.

## Связанные многогранники
Большой псевдоромбокубооктаэдр можно также назвать удлинённым скрещенным квадратным гирокуполом.
| Большой ромбокубооктаэдр | Большой псевдоромбокубооктаэдр |